# Kataloniens herrlandslag i fotboll
Kataloniens herrlandslag i fotboll är Kataloniens officiella herrlandslag i fotboll. Laget organiseras av Katalanska fotbollsförbundet, som varken är medlem i Fifa eller i Uefa. Landslagets verksamhet utgörs i första hand av vänskapsmatcher mot andra landslag eller klubblag, samt i olika inbjudningsturneringar. Ett stort antal av de bästa katalanska fotbollsspelarna har spelat både i Kataloniens och i Spaniens landslag.
Laget har sedan debuten 1904 och fram till 2019 spelat drygt 200 matcher. Största meriten är 2009 års vinst mot Argentina på Camp Nou.

## Associering och namn
Landslaget är varken associerat till Fifa eller till Uefa. Detta innebär att man varken deltar i VM eller i EM. Laget har flera gånger försökt komma med i UEFA med argumentet att Wales, Skottland och England tillhör Storbritannien men trots detta har egna lag. 
Laget har många olika namn, bland annat Selecció Catalana, Selecció de Barcelona och Catalan XI. En samlingsbenämning för herr- och damlandslagen på seniornivå är Selecció absoluta.

## Historia

### Tidiga år
Laget spelade sin första match 6 april 1904, på den numera försvunna planen vid sjukhuset Hospital Clínic i Barcelona och tillika hemmaplan för RCD Espanyol. Matchidén initierades av Arthur Witty, den dåvarande klubbpresidenten i FC Barcelona. Motståndare var ett lag sammansatt av matroser på det brittiska fartyget Cleopatra, en match som Katalonien vann med 3–0.
De första åren mötte man i första hand diverse klubblag. Första mötet mot ett landslag skedde i Paris den 21 februari 1912, där man åkte på en förlust mot Frankrike med 0–7. Tre år senare spelade man sin första turneringsmatch, i Copa del Príncipe d'Asturias, en spansk fotbollsturnering som arrangerades oregelbundet från 1914 till 1926. Katalonien nådde stora framgångar i turneringen och segrade enligt uppgift fyra gånger.
1920-talet var en storhetsperiod för det katalanska landslaget. 20 maj 1929 bjöds man in för att spela invigningsmatchen på den nybyggda Estadi Olímpic – dagens Estadi Olímpic Lluís Companys. Motståndarna, de engelska Bolton Wanderers, slogs tillbaka med 4–0 efter tre mål av Samitier.

### Efterkrigstiden
En annan minnesvärd match spelades 26 januari 1955, på Camp de les Corts (Barças hemmaplan). Italienska Bologna besegrades med 6–2. Den tidens katalanska landsupplaga hade internationell färg (via proffsspelare som var kontrakterade för katalanska klubbar) och inkluderade Basora, Villaverde, Di Stéfano, Kubala och Moll.
Internationell prägel hade även det katalanska lag som 9 juni 1976 – en kort tid efter general Francos död, mötte Sovjetunionen på Camp Nou. Här deltog på den katalanska sidan bland andra Reisach, Solsona, Cruiff, Marcial och Caszely. Förutom den sovjetiska nationalhymnen spelade man före avspark den katalanska sången "La santa espina" (istället för den förbjudna "Els segadors"), vilket renderade FC Barcelona (!) böter på 100000 pesetas.
Fram till 1940-talet var det vanligt med matcher mot olika spanska klubblag, medan matchningen på senare år oftare har skett mot regionala eller internationella lag. Den baskiska landslagsmotsvarigheten har stått som motstånd ett dussintal gånger, och det asturiska landslaget ett halvdussin gånger. Mötet Katalonien–Bulgarien 1997 inledde en modern period med en serie av möten mot internationellt motstånd.

### Mot Spanien, arenor, dräkter
Katalonien har vid tre tillfällen mött Spaniens landslag. Den första gången var 1924, då de tre bästa katalanska spelarna – Zamora, Samitier och Piera – fick lov att spela med Spanien. Spanien vann med 7–0. Tio år senare vann Spanien en målsnål tillställning med enda målet. 1947 avgjordes det hittills sista mötet landslagen emellan, i match där Katalonien fick lov att behålla alla sina "spanska" landslagsspelare. Denna gång vann Katalonien med 3–1, efter två mål av Cèsar.
Av de spelade matcherna har ett 50-tal genomförts på bortaplan, medan resten har spelats på olika fotbollsarenor i Katalonien. Vanligast är matcher på arenor i Barcelona med omnejd, ofta på FC Barcelonas eller RCD Espanyols hemmaplan. Historiskt har Camp de les Corts 1922–1957 bjudit på flest matcher, med 37 stycken. Camp del carrer Indústria, där FCB spelade åren 1909 till 1922, har sett 22 matcher, och Camp Nou 16 matcher. Estadi Olímpic Lluís Companys har stått för 13 matcher, Estadi de Sarrià (RCDE:s arena åren 1923–1997) 10 gånger. En enda match har arrangerats på Espanyols nuvarande arena Estadi Cornellà-El Prat.
Matchdräkternas utseende har genom åren varierat. De flesta varianter har dock inkluderat den katalanska flaggans guld/röda ränder på något sätt. Från och med 2019 har matchdräkten gula/röda, vertikala ränder på torson, med resten helt i rött.

## Matcher
Följande lista är ett urval av några matcher som Kataloniens herrlandslag har spelat sedan 1912.

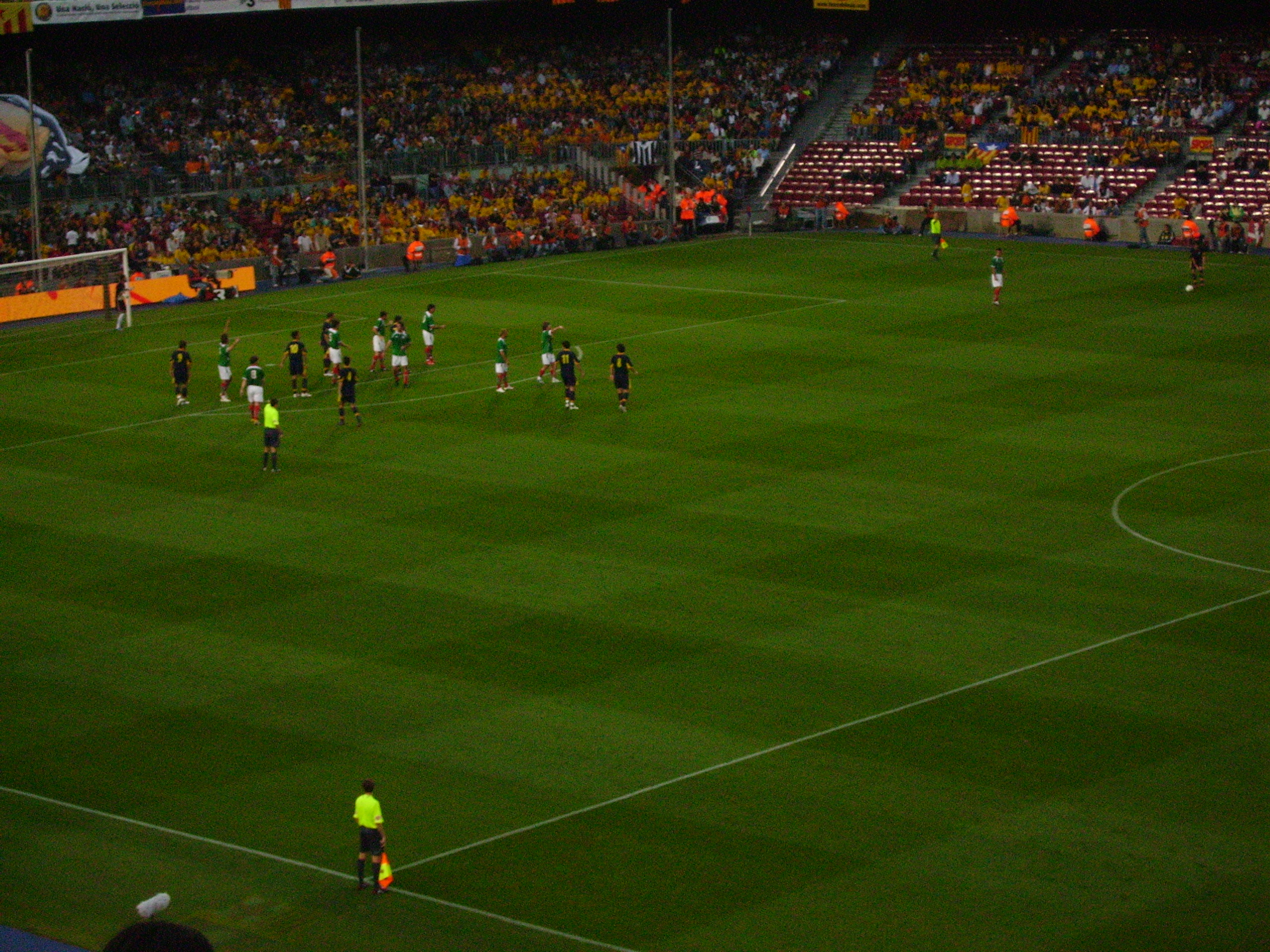
En match mellan de baskiska och katalanska "nationella" elvorna, på Camp Nou. Matchen spelades 2006.

| 1 | 20 februari 1912 | Frankrike | 7 – 0 | Katalonien | Första landskampen |  |
|   |                  |           |       |            | Paris              |  |
|   |                  |           |       |            |                    |  |
|   |                  |           |       |            |                    |  |

| 2 | 1 december 1912 | Katalonien | 1 – 0 | Frankrike |           |  |
|   |                 |            |       |           | Barcelona |  |
|   |                 |            |       |           |           |  |
|   |                 |            |       |           |           |  |

|  | 3 januari 1915 | Baskien | 6 – 1 | Katalonien | Första landskampen mot Euskadi XI |  |
|  |                |         |       |            | Baskien                           |  |
|  |                |         |       |            |                                   |  |
|  |                |         |       |            |                                   |  |

|  | 13 mars 1924 | Katalonien | 0 – 7 | Spanien | Första landskampen mot Spanien |  |
|  |              |            |       |         | Les Corts                      |  |
|  |              |            |       |         |                                |  |
|  |              |            |       |         |                                |  |

|  | 13 december 1925 | Katalonien | 2 – 1 | Tjeckoslovakien |           |  |
|  |                  |            |       |                 | Barcelona |  |
|  |                  |            |       |                 |           |  |
|  |                  |            |       |                 |           |  |

|  | 17 juni 1934 | Katalonien | 2 – 1 | Brasilien |           |  |
|  |              |            |       |           | Les Corts |  |
|  |              |            |       |           |           |  |
|  |              |            |       |           |           |  |

|  | 24 juni 1934 | Katalonien | 2 – 2 | Brasilien |        |  |
|  |              |            |       |           | Girona |  |
|  |              |            |       |           |        |  |
|  |              |            |       |           |        |  |

|  | 19 oktober 1947 | Katalonien | 3 – 1 | Spanien |           |  |
|  |                 |            |       |         | Barcelona |  |
|  |                 |            |       |         |           |  |
|  |                 |            |       |         |           |  |

|  | 22 december 2009 | Katalonien | 4 – 2 | Argentina |           |  |
|  |                  |            |       |           | Barcelona |  |
|  |                  |            |       |           |           |  |
|  |                  |            |       |           |           |  |

|  | 2 januari 2013 | Katalonien | 1 – 1 | Nigeria |  |  |
|  |                |            |       |         |  |  |
|  |                |            |       |         |  |  |
|  |                |            |       |         |  |  |

## Spelare

### Truppen 2022
Följande spelare var uttagna till vänskapsmatchen mot Jamaica den 25 maj 2022.
Antalet landskamper och mål är uppdaterade efter matchen mot Jamaica den 25 maj 2022.
| Nr | Pos. | Namn            | Födelsedatum (ålder) | Matcher | Mål |         | Klubb                  |
| -- | ---- | --------------- | -------------------- | ------- | --- | ------- | ---------------------- |
|    | MV   | Édgar Badía     | 12 februari 1992     | 3       | 0   | Spanien | Elche                  |
|    | MV   | Daniel Cárdenas | 28 mars 1997         | 1       | 0   | Spanien | Levante                |
|    |      |                 |                      |         |     |         |                        |
|    | F    | Marc Bartra     | 15 januari 1991      | 7       | 1   | Spanien | Betis                  |
|    | F    | Sergi Gómez     | 28 mars 1992         | 3       | 0   | Spanien | Espanyol               |
|    | F    | Marc Cucurella  | 22 juli 1998         | 2       | 0   | England | Brighton & Hove Albion |
|    | F    | Salva Ferrer    | 21 januari 1998      | 1       | 0   | Italien | Spezia                 |
|    | F    | Edgar González  | 1 april 1997         | 1       | 0   | Spanien | Betis                  |
|    | F    | Arnau Martínez  | 25 april 2003        | 1       | 0   | Spanien | Girona                 |
|    | F    | Óscar Mingueza  | 13 maj 1999          | 1       | 0   | Spanien | Barcelona              |
|    | F    | Àlex Moreno     | 8 juni 1993          | 1       | 0   | Spanien | Betis                  |
|    | F    | Brian Oliván    | 1 april 1994         | 1       | 0   | Spanien | Mallorca               |
|    | F    | Rubén Sánchez   | 9 januari 2001       | 1       | 0   | Spanien | Espanyol B             |
|    | F    | Héctor Bellerín | 19 mars 1995         | 0       | 0   | Spanien | Betis                  |
|    |      |                 |                      |         |     |         |                        |
|    | MF   | Cristian Tello  | 11 augusti 1991      | 3       | 0   | Spanien | Getafe                 |
|    | MF   | Oriol Romeu     | 24 september 1991    | 2       | 0   | England | Southampton            |
|    | MF   | Riqui Puig      | 13 augusti 1999      | 2       | 0   | Spanien | Barcelona              |
|    | MF   | Rubén Alcaraz   | 1 maj 1991           | 1       | 0   | Spanien | Cádiz                  |
|    | MF   | Carles Aleñá    | 5 januari 1998       | 1       | 0   | Spanien | Getafe                 |
|    | MF   | Álex Collado    | 22 april 1999        | 1       | 0   | Spanien | Granada                |
|    | MF   | Gerard Gumbau   | 18 december 1994     | 1       | 0   | Spanien | Elche                  |
|    | MF   | Sergio Gómez    | 4 september 2000     | 0       | 0   | Belgien | Anderlecht             |
|    |      |                 |                      |         |     |         |                        |
|    | A    | Gerard Deulofeu | 13 mars 1994         | 2       | 3   | Italien | Udinese                |
|    | A    | Pere Milla      | 23 september 1992    | 2       | 0   | Spanien | Elche                  |
|    | A    | Javi Puado      | 25 maj 1998          | 2       | 2   | Spanien | Espanyol               |
|    | A    | Ferran Jutglà   | 1 februari 1999      | 1       | 1   | Spanien | Barcelona B            |

### Nyligen inkallade
Följande spelare har blivit uttagna i det katalanska landslaget de senaste matcherna och är fortfarande tillgängliga inför kommande uttagningar.
| MV | Isaac Becerra  | 18 juni 1988      | 1  | 0 | Cerdanyola      | mot Venezuela 25 mars 2019         |  |  |
| MV | Jordi Masip    | 3 januari 1989    | 3  | 0 | Valladolid      | mot Venezuela 25 mars 2019 Återbud |  |  |
|    |                |                   |    |   |                 |                                    |  |  |
| F  | Gerard Piqué   | 2 februari 1987   | 10 | 0 | Barcelona       | mot Venezuela 25 mars 2019         |  |  |
| F  | Martín Montoya | 14 april 1991     | 6  | 0 | Betis           | mot Venezuela 25 mars 2019         |  |  |
| F  | Aleix Vidal    | 21 augusti 1989   | 4  | 0 | Espanyol        | mot Venezuela 25 mars 2019         |  |  |
| F  | Dídac Vilà     | 9 juni 1989       | 3  | 0 | Espanyol        | mot Venezuela 25 mars 2019         |  |  |
| F  | Marc Muniesa   | 27 mars 1992      | 2  | 0 | Al-Arabi        | mot Venezuela 25 mars 2019         |  |  |
|    |                |                   |    |   |                 |                                    |  |  |
| MF | Dani Olmo      | 7 maj 1998        | 0  | 0 | RB Leipzig      | mot Jamaica 25 maj 2022 Återbud    |  |  |
| MF | Aitor Ruibal   | 22 mars 1996      | 0  | 0 | Betis           | mot Jamaica 25 maj 2022 Återbud    |  |  |
| MF | Víctor Sánchez | 8 september 1987  | 4  | 0 | Girona          | mot Venezuela 25 mars 2019         |  |  |
| MF | Pere Pons      | 20 februari 1993  | 2  | 0 | Alavés          | mot Venezuela 25 mars 2019         |  |  |
| MF | Joan Jordán    | 6 juli 1994       | 2  | 0 | Sevilla         | mot Venezuela 25 mars 2019         |  |  |
| MF | Álex Granell   | 2 augusti 1988    | 1  | 0 | Bolívar         | mot Venezuela 25 mars 2019         |  |  |
| MF | Aleix García   | 28 juni 1997      | 1  | 0 | Girona          | mot Venezuela 25 mars 2019         |  |  |
| MF | Óscar Melendo  | 23 augusti 1997   | 1  | 0 | Espanyol        | mot Venezuela 25 mars 2019         |  |  |
|    |                |                   |    |   |                 |                                    |  |  |
| A  | Bojan          | 28 augusti 1990   | 8  | 7 | Vissel Kobe     | mot Venezuela 25 mars 2019         |  |  |
| A  | Marc Cardona   | 8 juli 1995       | 1  | 0 | Go Ahead Eagles | mot Venezuela 25 mars 2019         |  |  |
| A  | Enric Gallego  | 12 september 1986 | 0  | 0 | Tenerife        | mot Venezuela 25 mars 2019 Återbud |  |  |
| A  | Álex Gallar    | 19 mars 1992      | 0  | 0 | Cartagena       | mot Venezuela 25 mars 2019 Återbud |  |  |

## Förbundskaptener
- 1911–1912 –  Raine Gibson
- 1932–1936 –  Josep Torrents
- 1937 –  Lluís Blanco
- 1941–1971 –  José L. Lasplazas
- 1973 –  José Emilio Santamaría
- 1976 –  Josep Gonzalvo
- 1990 –  László Kubala
- 1993 –  Carles Rexach & Josep Maria Fusté
- 1995–2005 –  Pichi Alonso
- 2005–2009 –  Pere Gratacós
- 2009–2013 –  Johan Cruyff[6]
- 2013– –  Gerard López
- 2016–[7] –  Sergio González